# Собор Победоносной Богоматери
Собор Победоносной Богоматери (пол. Konkatedra Matki Bożej Zwycięskiej) — католический храм в Варшаве, в историческом районе Прага. С 1992 года — сокафедральный собор епархии Варшавы-Праги Римско-католической церкви. Построен в стиле модерн. При храме действует приход Святейшего Тела Господня.

## История
Церковь Победоносной Богоматери была построена недалеко от Поля выборов, места, на котором в 1573 году состоялись первые в истории Польши выборы монарха. На месте самой церкви в XVIII веке находилась одна из старейших церквей в Праге, а позднее кладбищенская часовня, которая с 1917 года носила статус приходской церкви.
Храм был построен по проекту архитектора Константина Якимовича в 1929—1931 годах в стиле модерн с элементами романского стиля в память о победе польской армии в Варшавской битве в 1920 году. Строительство не было завершено. По проекту архитектора предполагалось также наличие высокой колокольни и галереи, которая должна была вести из церкви в дом священника. С 1992 года храм является сокафедральным собором епархии Варшавы-Праги.

## Описание
Собор имеет форму базилики. Центральная часть трёхчастного фасада представляет собой ризалит. В ней три портала, главный и боковые, которые стоят в один ряд. Над порталами выложен кирпичами большой латинский крест, покрывающий розу в стиле модерн. Над крестом барельеф с изображением герба папы Пия XI, который был апостольским нунцием в Польше во время Второй Речи Посполитой. Внизу фасад украшен рустованным камнем. На боковых частях фасада высоко размещены длинные узкие окна.
Интерьер собора был разработан Юзефом Тренаровским. Им же были созданы алтарь и амвон. В храме находятся несколько произведений искусства национального значения. К ним относятся картина «Святой Казимир» неизвестного автора польской школы XVII века, три картины Адама Стыки, ренессансный триптих итальянской школы 1492 года, подаренный собору семьёй Любомирских в 1933 году. На триптихе изображены в центре на троне Мадонна с Младенцем и молящаяся им святая Екатерина из Сиены, а по бокам — святой Викентий из Феррары и святой Амвросий из Медиолана.
На фасаде собора находится мемориальная доска с рельефным изображением генерала Тадеуша Ёрдан-Розвадовского, командовавшего обороной Львова в 1918—1919 годах, начальника Генерального штаба во время Варшавской битвы 1920 года. Это единственный памятник ему в Польше. Перед храмом установлен памятник полякам, убитым в Катыни весной 1940 года сотрудниками НКВД.